# Dassault Étendard II
O Dassault Étendard II foi um caça protótipo francês fabricado pela Dassault e que foi inicialmente desenvolvido como um projeto da série Mystère. Este caça foi apresentado à Força Aérea Francesa para a avaliação, mas foi rejeitado a favor do caça Dassault Mirage III.

## Desenvolvimento
Inicialmente conhecido como Mystère XXII, o Étendard II foi uma aeronave desenvolvida para a Força Aérea Francesa e tinha como objetivo ser um caça leve e ágil e com a possibilidade de ser utilizado também como um caça bombardeiro. Sua asas eram em formato delta e era equipado com 2 motores Turboméca Gabizo ao qual gerava cada um uma força de 18.4 kN.
Na mesma época, a OTAN divulgou que necessitava um caça leve para interceptação e a Dassault aproveitou e desenvolveu uma aeronave muito semelhante para ser utilizado em paralelo na concorrência (o Dassault Étendard VI).
O único protótipo do Étendard II voou em 23 de Julho de 1956, mas os testes revelaram resultados abaixo do esperado e foi preterido em favor da promessa dos caças da série Mirage.
No desenvolvimento do Étendard em um outro conceito, o Dassault Étendard IV obteve sucesso a serviço da Marinha francesa.